# Manfred Heß
Manfred Heß es un deportista alemán que compitió para la RFA en piragüismo en la modalidad de eslalon. Ganó tres medallas en el Campeonato Mundial de Piragüismo en Eslalon entre los años 1967 y 1971.

## Palmarés internacional
| Campeonato Mundial | Campeonato Mundial                 | Campeonato Mundial | Campeonato Mundial |
| Año                | Lugar                              | Medalla            | Competición        |
| ------------------ | ---------------------------------- | ------------------ | ------------------ |
| 1967               | Lipno nad Vltavou (Checoslovaquia) | Medalla de bronce  | C2 por equipos     |
| 1969               | Bourg-Saint-Maurice (Francia)      | Medalla de oro     | C2 por equipos     |
| 1971               | Merano (Italia)                    | Medalla de plata   | C2 por equipos     |